# Laugarás
Laugarás ist ein Ort im Süden Islands. In Island hat er den Beinamen í Árnessýslu zur Unterscheidung zu einem Naturschutzgebiet in Reykjavík mit diesem Namen.
Der Ort liegt bei der Brücke des Skálholtsvegurs  über die Hvítá. Es sind 92 Straßenkilometer bis nach Reykjavík und 11 km bis nach Reykholt zu fahren. Die Wärme eines Thermalgebietes wird zum Gartenbau und zur Gemüsezucht genutzt.